# 北疆园蛛
北疆园蛛（学名：Araneus beijiangensis）为园蛛科园蛛属的动物。在中国大陆，分布于新疆等地，常生活于灌木丛。其生存的海拔范围为750至2700米。